# Firenze
Firenze (også kendt som Florens; italiensk: Firenze; dansk: ~ den blomstrende) er hovedstaden i Toscana ved Arnofloden i Italien med 383.083(2016) indbyggere. I perioden 1865 til 1870 var byen også hovedstad for Kongeriget Italien.
Florentia (dansk: ~ den blomstrende) var det latinske navn. Byen blev grundlagt 59 f.Kr. som en romersk koloni. I middelalderen var Firenze et vigtigt handels- og finanscenter, og byen betragtes som arnestedet for den italienske renæssance. Pave Bonifatius 8. kaldte Firenze "verdens femte element".

## Historie
Firenze blev en selvstændig bystat eller et frit edsforbund allerede i 1030. Byen var præget af familiefejder, så husene blev bygget som rene borge med høje mure og endnu højere tårne, hvorfra kogende beg og urin kunne tømmes i hovedet på angribere. Fra 1115 var Firenze en del af Republikken Firenze. Omkring år 1200 begyndte byen at indføre uld og andre råvarer til fremstilling af tekstiler. Firenze blev hurtigt ledende i markedet, og i 1273 gik en ottendedel af den engelske uldproduktion til Firenze, hvor en tredjedel af indbyggerne var beskæftiget i tekstilproduktionen: fra indfarvning til skrædderi. De færdige stoffer blev byttet i Afrika og Østen for varer som guld og krydderier, som blev videresolgt. De florentinske købmænd fik ry for at være pålidelige og nøjagtige, ikke mindst efter at de indførte den nye regnemåde med det arabiske talsystem, nul og positionssystemet, som Leonardo Pisano introducerede i sin bog Liber Abaci i 1202. Det gav florentinerne en vigtig konkurrencefordel for dem, der fortsatte med romertal.
Idet gejstligheden ugerne beskæftigede sig med handelsvirksomhed, overlod pavekirken arbejdet til florentinske agenter. Mod en fortjeneste på 10% begyndte Firenze på pavekirkens vegne at handle med Norden: Skind, pelse, hvalben fra Island og Grønland. Mod yderligere fortjeneste investeredes profitten i mønt, der var gangbar i Italien. Kirkens penge blev forvaltet i banker, ejet af florentinere. På flere vis er kapitalismen en florentinsk "opfindelse". På den tid var alle europæiske mønter i sølv, idet alt europæisk guld gradvis forsvandt til Østen som betaling for varer. Men Firenzes handel havde i 1252 skaffet byen en guldbeholdning så stor, at den besluttede at præge sin egen guldmønt i 24 karat florinen Den var på størrelse med en fingernegl og med et billede af byvåbenet, en lilje, på den ene side, og byens skytshelgen, Johannes Døberen, på den anden. Florinen blev hurtigt den foretrukne valuta i Europa. Det kristne Europas første papirfabrik blev mod slutningen af 1200-tallet åbnet uden for byen. Dermed var grundlaget lagt for brug af checks, veksler, løbende regnskabs- og bogføring, der alt sammen blev udviklet i Firenze. Moderne håndskrift stammer også derfra, da gotisk håndskrift var uegnet til hurtig kopiering af klassiske manuskripter og letlæselig bogholderi.
Når det kom til ægteskabet, var manden ofte 35 år ældre end sin brud.[kilde mangler] Teenagerpiger blev giftet væk til mænd nærmere 50 år.[kilde mangler] Andelen af unge enker i befolkningen var dermed stor, mens over halvdelen af mændene var ugifte, og tog på rene røvertogter efter piger på gaden. Kvinder levede derfor meget indelukket, hvis de ikke var kurtisaner. Som i antikkens Athen værdsatte man kurtisanens evne til samtale og musik. Børnedødeligheden var høj. Mænd måtte være medlemmer af et lav for at kunne få borgerskab, stemmeret og politiske hverv. Dertil måtte han være fyldt 25. I 1430 var henved halvdelen af de myndige mænd fuldværdige borgere. Valg til byens folkeforsamling, Signoria'en, blev afholdt hver anden måned. Kom forsamlingen ikke til enighed, blev der ringet med den store klokke i byens rådhus, la vacca (= koen). Alle byens fuldværdige borgere mødte så op på Piazza della Signoria under råbet: "Viva il popolo e la libertá!" (= Leve folket og friheden!) 
Den mægtige bankierfamilie Medici styrede byen enevældigt fra 1434. Efter Lorenzo de' Medicis død i 1492 oprettede Girolamo Savonarola et teokratisk demokrati i Firenze, som han ville omforme til "Dydens republik" ved hjælp af et hemmeligt politi. Han blev hængt og brændt på bål 23. maj 1498.
Firenze var 1865–1871 hovedstad i Kongeriget Italien.

### Firenze under 2.verdenskrig
Firenze med alle dets kunstgenstande blev skånet af amerikanernes bombninger, mens strategiske baneområder blev bombet.
Dermed blev Firenze og alle dets kunstgenstande skånet.

## Klima
| Vejr for Firenze                | Vejr for Firenze | Vejr for Firenze | Vejr for Firenze | Vejr for Firenze | Vejr for Firenze | Vejr for Firenze | Vejr for Firenze | Vejr for Firenze | Vejr for Firenze | Vejr for Firenze | Vejr for Firenze | Vejr for Firenze | Vejr for Firenze |
|                                 | Jan              | Feb              | Mar              | Apr              | Maj              | Jun              | Jul              | Aug              | Sep              | Okt              | Nov              | Dec              | År               |
| ------------------------------- | ---------------- | ---------------- | ---------------- | ---------------- | ---------------- | ---------------- | ---------------- | ---------------- | ---------------- | ---------------- | ---------------- | ---------------- | ---------------- |
| Gennemsnitlig maks °C           | 10,1             | 12               | 15               | 18,8             | 23,4             | 27,3             | 31,1             | 30,6             | 26,6             | 21,1             | 14,9             | 10,4             | 20,1             |
| Gennemsnitlig min °C            | 1,4              | 2,8              | 4,9              | 7,7              | 11,3             | 14,7             | 17,2             | 17               | 14,2             | 10               | 5,5              | 2,4              | 9,1              |
| Gennemsnitlig nedbør mm         | 73               | 69               | 80               | 78               | 73               | 55               | 40               | 76               | 78               | 88               | 111              | 91               | 912              |
| Kilde (20. april 2017): TurVejr |                  |                  |                  |                  |                  |                  |                  |                  |                  |                  |                  |                  |                  |

## Kunst og arkitektur
Firenze er kendt for sin kunst og arkitektur, og mange af de største europæiske kunstnere efter 1000 har været tilknyttet byen: Det anslås at 350 af de 1.000 største europæiske kunstnere i dette tidsrum enten har boet eller arbejdet i Firenze.
Byens historiske centrum har været på UNESCO's Verdensarvsliste siden 1982. Den gamle bydel i Firenze er det største område i Europa med ensrettet trafik.
Byen har en lang række kendte arkitektoniske bygninger:
- Cattedrale di Santa Maria del Fiore – en gotisk katedral med klokketårn og romansk dåbskapel.
- Or San Michele, gotisk kirke.
- Santa Croce (= Hellige kors), gotisk kirke, med bl.a. Michelangelos, Galileis og Machiavellis grave.
- San Lorenzo, renæssancekirke, med bl.a. Niels Stensens grav.
- San Marco-klosteret, nu et museum.
- Bargello, det tidligere rådhus.
- Palazzo Vecchio, rådhus.
- Loggia dei Lanzi, søjlehal.
- Palazzo Pitti, renæssancepalads.
- Galleria degli Uffizi, kunstmuseum i verdensklasse.
- Ponte Vecchio er den berømte bro over floden Arno.

De to mest markante bygninger i Firenzes skyline er tårnet på Palazzo Vecchio og den store kuppel på domkirken, mens den mest emblematiske bygning for Firenze nok er broen Ponte Vecchio (= Den gamle bro) med "huse" tilbygget. Ponte Vecchio er også en del af Corridoio Vasariano, en lukket korridor, der går tværs igennem en del af centrum fra Palazzo Pitti syd for Arno, til Palazzo Vecchio nord for.

## Turisme
Firenze har mange hoteller. Blandt dem er Porta Rosa, et af verdens ældste; og Hotel La Gioconda, hvor tyven, der stjal Leonardo da Vincis Mona Lisa, overleverede maleriet.
Der er campingpladser omkring Firenze: Camping Michelangelo 15 minutters gang fra Ponte Vecchio. Campeggio Villa Camerata ligger 5 km fra centrum.
Firenze ligger på hovedjernbanelinjen fra Norditalien til Rom og Syditalien, hvilket betyder en høj frekvens af toge til Rom, Bologna, Milano og Venezia. Lokale jernbaner til Pisa, Siena og Pistoia betyder, at togtransport er nemt i hele Toscana.
Firenze har sin egen lufthavn få kilometer udenfor byen. Derudover ligger lufthavnene i Pisa og Bologna indenfor en times kørsel fra byen.

## Firenze i kunst
Romanen Værelse med Udsigt af E.M. Forster foregår i og omkring Firenze og blev filmatiseret i 1985 af trioen James Ivory, Ismail Merchant,
Ruth Prawer Jhabvala.
Thomas Harris' tredje roman Hannibal foregår delvis i Firenze, og filmen baseret på romanen er optaget on location: Seriemorderen og kannibalen Hannibal Lecter er rejst til Firenze og ansat på "Capponi-biblioteket".
Puccinis opera Gianni Schicchi foregår i Firenze i 1299. Heri lovpriser tenoren Rinuccio byen med sin arie Firenze è come un albero fiorito ("Firenze er som et blomstrende træ"). Den berømteste arie fra operaen er O mio babbino caro, og her synger rollen Lauretta til sin fader, at hun vil til Porta Rossa for at købe en ring, og kaste sig i Arno fra broen Ponte Vecchio, hvis ikke hun kan få sin elskede. Denne arie bliver sunget af sopranen Kiri Te Kanawa i filmversionen af Værelse med Udsigt.
H.C. Andersen boede i Firenze 6.-15. april 1834. Hans oplevelse er inspiration for Metalsvinet, der er en fantasifuld historie i rejseskildringen En Digters Bazar, 1842. Fra indledningen:
I Byen Florents, ikke langt fra Piazza del Granduca løber en lille Tvergade, jeg troer den kaldes porta rossa, i denne foran en Slags Bazar, hvor der sælges Grønt, ligger et kunstigt vel udarbeidet Metalsviin, det friske, klare Vand risler ud af Munden paa Dyret, der af Ælde er ganske sortgrønt, kun Trynen skinner, som om den var poleret blank, og det er den ogsaa af de mange hundrede Børn og Lazaroner, der tage fat paa den med Hænderne og sætte deres Mund til Dyrets for at drikke. Det er et heelt Billede, at see det velformede Dyr blive omfavnet af en smuk halvnøgen Dreng, der sætter sin friske Mund til dets Tryne. 
Springvandet, som H. C. Andersen henviser til, står stadig ved Porta Rossa på pladsen Mercato Nuovo (= Nytorv).
Giovanni Boccaccios bog Decameron består af en række historier, fortalt af ti unge mennesker, der er flygtet fra den sorte død i Firenze i 1348. I indledningen fortæller Boccaccio, hvordan sygdommen ramte Firenze.

## Kendte florentinere
- Leone Battista Alberti, polyhistor.
- Dante Alighieri, berømt digter og forfatter af Den guddommelige komedie.
- Filippo Brunelleschi, berømt arkitekt.
- Giovanni Boccaccio, berømt digter.
- Giotto di Bondone, maleren:Image:Giotto Madonna In Glory Tempera on Panel 1305-10 582px.jpg (Uffizi) fra det tidlige 14. århundrede.
- Michelangelo Buonarroti, berømt billedhugger, også berømt for loftet i Det Sixtinske Kapel.
- Sandro Botticelli, maler.
- Medici-familien.
- Girolamo Mei, historiker og humanist.
- Lorenzo Ghiberti, billedhugger.
- Donatello, billedhugger.
- Raphael, maler.
- Leonardo da Vinci, multigeni, berømt for Mona Lisa og talrige andre malerier, opfindelser og videnskabelige eksperimenter.
- Niccolò Machiavelli, berømt renæssancedigter og filosof.
- Giorgio Vasari, maler, arkitekt og historiker.
- Galileo Galilei, italiensk fysiker, astronom og filosof.
- Vincenzo Galilei.
- Frescobaldi-familien, kendt bankforbindelse og vinproducent.
- Oriana Fallaci, journalist og forfatter.
- Florence Nightingale, pionér indenfor moderne sygepleje og kendt statistiker.
- Salvatore Ferragamo, legendarisk skomager.
- Angelo Acciaioli, den første biskop fra Firenze.
- Michael Cassio, opdigtet aritmetiker og løjtnant i den venetianske hær i Othello.
- Baccio D'Agnolo, træskærer, billedhugger og arkitekt.
- Matteo Renzi, politiker og Italiens nuværende premierminister.